# Всесоюзный командный турнир по шахматам 1929
Всесоюзный командный турнир по шахматам состоялся в Одессе осенью 1929 года.
Правила проведения соревнования отличались от турнира 1927 года: игра велась не на 5, а на 10 досках.
Турнир был проведен параллельно с 6-м чемпионатом СССР, в связи с чем многие сильнейшие шахматисты Москвы, Ленинграда и союзных республик не смогли принять участие в данном соревновании.
Всего на старт вышли 6 команд. В отличие от турнира 1927 г., в соревновании не приняли участие команды Москвы, Ленинграда, закавказских союзных республик. Сборная РСФСР выставила единую сборную (в 1927 г. РСФСР представляли 4 команды, сформированные по территориальному принципу). Украинская ССР выставила 2 команды (вторая команда была сформирована из шахматистов, представлявших автономные области и округа, входившие в то время в состав республики). Также в турнире участвовали сборная Белорусской ССР (победительница турнира 1927 г.; в составе были 4 участника из сборной 1927 г.) и сборная пролетстуда, за которую выступали сильнейшие шахматисты, хорошо проявившие себя во всесоюзном турнире вузов. Сборная Узбекской ССР не смогла набрать 10 шахматистов: лидеры команды мастера С. Н. Фрейман и Н. Н. Руднев участвовали в чемпионате СССР, Б. С. Вайнштейн играл за сборную пролетстуда, а лидер команды 1927 г. Н. Нехорошев трагически погиб незадолго до начала турнира. Таким образом, команда Узбекистана начинала все матчи при счете 0 : 3.
Турнир проходил в 2 круга. Убедительную победу одержала команда пролетстуда, выигравшая все матчи (и почти все с большим перевесом). Участники команды заняли или разделили первые места на 7 досках из 10. На 16 очков отстала 1-я украинская команда, бронзовые медали завоевала сборная Белорусской ССР. Лидер сборной пролетстуда Носков и Лисицын, показавший абсолютно лучший результат среди всех участников, были названы кандидатами на участие в следующем чемпионате СССР (позже система отбора была изменена).

## Составы команд
Сборные пролетстуда, РСФСР и Украинской ССР (1) на последних досках использовали запасных участников. Они отделены от основного состава точкой с запятой. Если не указано количество партий, то участник сыграл во всех 10 турах соревнования.

### Пролетстуд
Носков (7½), Лисицын (9½), Гольдберг (9), Ровнер (7), Камышов (7), Богатырев (8), Григорьев (6½), Ратнер (5 из 8), Палавандов (2 из 3), Б. Вайнштейн (1 из 3); Фридман (4 из 6), Зиндер (2½ из 4)

### Украинская ССР I
Погребысский (4½), Тесленко (6), Замиховский (8), Янушпольский (5), Е. Поляк (8), Ордель (4½), Сербинов (3½), Тютин (4½ из 8), Ицкович (4½ из 8), Х. Лернер (2½ из 4); Д. Руссо (1½ из 2)

### Белорусская ССР
Касперский (6), Маневич (3½), Блюмберг (7), Сташевский (7), Тышлер (3½), Гаухберг (4), Мазель (7), Шукевич-Третьяков (4 из 9), Гавви (4½ из 8), Биндлер (2½ из 8)

### РСФСР
Левин (4), Степанов (6), Б. Юрьев (2½), Соколов (4½), С. Косолапов (3½), Крушинский (5), Попов (7), Журко (4 из 8), Костров (3½ из 8), Клевцов (1½ из 5)

### Украинская ССР II (сборная округов)
Б. Шапиро (4), Розенштейн (5), Рыраховский (3), Зимба (1½), Сойфер (4), Колотин (6), Решетов (4), Пекур (4 из 8), Кабаков (3 из 8), Бурд (6½ из 8)

### Узбекская ССР
Саидханов (4), Ермоленко (0), Колодкевич (½), А. Ходжаев (5), Волокитин (4), Преображенский (2½), Абдухамидов (2)

## Турнирная таблица
|   | Участник          | 1  | 1  | 2  | 2  | 3  | 3  | 4  | 4  | 5  | 5  | 6  | 6  |  | Очки | Место |
| - | ----------------- | -- | -- | -- | -- | -- | -- | -- | -- | -- | -- | -- | -- |  | ---- | ----- |
| 1 | Пролетстуд        |    |    | 5½ | 8  | 8½ | 6½ | 8  | 7½ | 6½ | 6½ | 9½ | 8½ |  | 75   | 1     |
| 2 | Украинская ССР I  | 4½ | 2  |    |    | 3½ | 5  | 8  | 4½ | 8  | 6  | 8½ | 9  |  | 59   | 2     |
| 3 | Белорусская ССР   | 1½ | 3⅓ | 6½ | 5  |    |    | 4½ | 7  | 4  | 6  | 8  | 8  |  | 54   | 3     |
| 4 | РСФСР             | 2  | 2½ | 2  | 5½ | 5½ | 3  |    |    | 7  | 5  | 7½ | 8  |  | 48   | 4     |
| 5 | Украинская ССР II | 3½ | 3½ | 2  | 4  | 6  | 4  | 3  | 5  |    |    | 7½ | 8½ |  | 47   | 5     |
| 6 | Узбекская ССР     | ½  | 1½ | 1½ | 1  | 2  | 2  | 2½ | 2  | 2½ | 1½ |    |    |  | 17   | 6     |